# 小行星9869
小行星9869（英語：9869 Yadoumaru）是一颗围绕太阳公转的小行星。1992年2月9日，圓舘金、渡邊和郎在北见发现了此天体。
这颗小行星的绝对星等为310.81199等。